# Draguć
Draguć, popis 1991; skupaj: 92
Draguć (italijansko: Draguccio) je majhno utrjeno naselje v Istrski županiji na Hrvaškem, ki upravno spada pod občino Cerovlje.

## Zgodovina
Današnji Draguć je nastal okoli istoimenskega srednjeveškega Kaštela, ki je danes skoraj v celoti vklopljen v kasnejšo arhitekturo. Obstajal je tudi starejši Draguć, okoli 2 km vzhodneje, na vrhu najvišjega hriba tega dela Istre. Hrib se imenuje Stari Draguć. Dosedanja raziskovanja so pokazala na bronastodobno ilirsko naselje, eno od 350-ih, ki so evidentirana v Istri. Stari Draguć leži na 503 m nadmorske višine.
Draguć je omenjen leta 1102 kot Dravuie v darovnici istrskega markgrofa Ulricha oglejskim patriarhom. Kasnije je kot del boduče Pazinske kneževine pripadal Goriškim grofom, in leta 1374 skupaj s celotno kneževino, na osnovi nasledstvenega sporazuma, pripadel Habsburžanom. Kot mesto na meji njihovih posestev, je bil pogosto tarča napadov in uničenja, naselje okoli kaštela je bilo požgano in razrušeno od Turkov (1483, 1511) in Benečanov (1421, 1508, 1511). Ko je končno leta 1523 pripadel Benečanom, so ga napadli tudi Uskoki in Avstrijci ter Hrvati pod vodstvom Wolfganfa Frankopana (1616). O slovenskem poreklu prebivalcev tedanje Istre priča tudi glagolski zapis na cerkvi Sv. Roka v Dragoču, ki se glasi »1615, dedebra (decembra/grudna, op. p.) dan pervi, be požgan borg pod Draguč od Oskok«
Kar niso uničile vojne, je v več obiskih pokončala kuga, a dokončala leta 1855 kolera, ki je zdesetkala prebivalstvo. Naselje se je kljub vsemu ohranilo do danes.
Veliko vlogo v življenju srednjeveškega Draguća so imele laične bratovščine, ki jih je bilo dvanajst in so skrbele tako za svoje oltarje kot za druga področja življenja. Glavno besedo je imel izbrani župan, v cerkvenih temah župnik, ki je prevzemal tudi vlogo notarja in pisal v glagolici. S pisanimi inicialkami okrašen Dragućki glagolski brevir iz leta 1407, ki je bil v uporabi v cerkvi svetega Križa v Draguću, je danes v arhivu HAZU v Zagrebu.

## Demografija
Etnična struktura kaže na nihanja v 20. stoletju, kot je razvidno iz podatkov popisa.
| Pregled števila prebivalcev po letih | Pregled števila prebivalcev po letih | Pregled števila prebivalcev po letih | Pregled števila prebivalcev po letih | Pregled števila prebivalcev po letih | Pregled števila prebivalcev po letih | Pregled števila prebivalcev po letih | Pregled števila prebivalcev po letih | Pregled števila prebivalcev po letih | Pregled števila prebivalcev po letih | Pregled števila prebivalcev po letih | Pregled števila prebivalcev po letih | Pregled števila prebivalcev po letih | Pregled števila prebivalcev po letih | Pregled števila prebivalcev po letih |
| ------------------------------------ | ------------------------------------ | ------------------------------------ | ------------------------------------ | ------------------------------------ | ------------------------------------ | ------------------------------------ | ------------------------------------ | ------------------------------------ | ------------------------------------ | ------------------------------------ | ------------------------------------ | ------------------------------------ | ------------------------------------ | ------------------------------------ |
| 1857                                 | 1869                                 | 1880                                 | 1890                                 | 1900                                 | 1910                                 | 1921                                 | 1931                                 | 1948                                 | 1953                                 | 1961                                 | 1971                                 | 1981                                 | 1991                                 | 2001                                 |
| 271                                  | 281                                  | 303                                  | 314                                  | 354                                  | 384                                  | 885                                  | 877                                  | 280                                  | 285                                  | 211                                  | 153                                  | 118                                  | 92                                   | 79                                   |

## Znamenitosti
V vasi je več cerkva: 
- Pokopališka cerkev svetega Elizeja iz 12. stoletja (freske predstavljajo 13. stoletje) je najstarejša v kraju;
- Madonna del Rosario (Crkva svete Krunice ali Gospa od Ružara), zgrajena leta 1641. V njej je danes ohranjena mala zakladnica umetnin, ki obsega oltarne slike in pet lepo ohranjenih lesenih oltarjev;
- Župnijska cerkev Svetega Križa iz 15. st. in kasneje večkrat nadgrajena. Oprema je v glavnem iz 19. stoletja, pozornosti je vredna oltarna slika, ki jo je naslikal Venerio Trevisan (1797 – 1871), slikar iz Vodnjana;
- Cerkev sv. Roka in sv. Boštjana iz 16. stoletja in bi naj ščitila prebivalce pred kugo. Notranjost je v celoti poslikana s freskami, ki jih je v dveh obiskih, 1529 in 1537, izdelal mojster Anton iz Padove in to zapisal v glagolici in latinici.

Svetovno znani kirurg Antonio Grossich (1849-1926), ki je leta 1908 izumil uporabo jodove tinkture, kot načina zdravljenja kirurškega dela, se je rodil v Draguću.

## V popularni kulturi
V letu 2004 je bil posnet v Draguću posnet TV film La Femme Musketeer v proizvodnji Hallmark Entertainment in Larry Levinson Productions.